# Prasinocyma punctifimbria
Prasinocyma punctifimbria är en fjärilsart som beskrevs av W. Warren 1904. Prasinocyma punctifimbria ingår i släktet Prasinocyma och familjen mätare. Inga underarter finns listade i Catalogue of Life.